# Seolcheon-myeon, Muju-gun
Seolcheon-myeon (koreanska: 설천면)  är en socken i kommunen Muju-gun i provinsen Norra Jeolla i den centrala delen av Sydkorea, 190 km söder om huvudstaden Seoul.